# Graja de Iniesta
Graja de Iniesta è un comune spagnolo di 375 abitanti situato nella comunità autonoma di Castiglia-La Mancia.